# 伍氏下銀漢魚
伍氏下銀漢魚（学名：Hypoatherina woodwardi），又名吳氏下銀漢魚、鱙仔，为輻鰭魚綱銀漢魚目銀漢魚科下銀漢魚屬下的一个种，分布於西北太平洋台灣及琉球群島海域，體長可達10公分，棲息在沿岸表層水域，成群活動，生活習性不明。